# پستانداران سمی

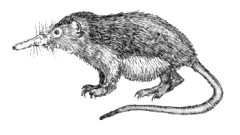
شکاف‌دندان کوبایی که دارای زهر است.

پستانداران سمی جانورانی از رده پستانداران هستند که زهر تولید می‌کنند و از آن، برای کشتن یا از کار انداختن طعمه، برای دفاع از خود در برابر شکارچیان یا همنوعان خود یا در رفتارهای تهاجمی استفاده می‌کنند. پستانداران سمی، اکنون نادر هستند. زهر پستانداران، یک گروه ناهمگن با ترکیبات و شیوه‌های عمل متفاوت در سه راسته از پستانداران شامل هوچرب‌کورسانان، تک‌سوراخ‌سانان و خفاش‌ها را تشکیل می‌دهند. پیشنهاد شده‌است که برخی از اعضای راستهٔ نخستی‌سانان نیز، سمی هستند. برای توضیح نادر بودن انتقال زهر در پستانداران، مارک دافتون از دانشگاه استرثکلاید معتقد است که شکارچیان پستانداران مدرن، به زهر نیاز ندارند زیرا می‌توانند به‌سرعت با دندان یا چنگال خود، شکار را بکشند اما زهر، هر چقدر هم که پیچیده باشد، برای تأثیرگذاری و ناتوان‌سازی طعمه، به زمان نیاز دارد. با وجود نادر بودن وجود زهر در بین پستانداران موجود، زهر ممکن است یک ویژگی اجدادی در میان گروه‌هایی از پستانداران باشد.
زهر در میان برخی مهره‌داران دیگر، بسیار رایج‌تر است و در گونه‌های بسیار بیشتری از خزندگان (مانند مارهای زهرآگین) و ماهی‌ها (مانند سنگ‌ماهی‌ها) وجود دارد. برخی از پرندگان برای خوردن یا لمس شدن، سمی هستند (مثلاً پیتویی کلاه‌دار) اما هیچ‌گونه پرندهٔ زهرآگین، شناسایی نشده‌است. تنها چند گونه از دوزیستان سمی وجود دارند. برخی از سمندران می‌توانند دارای دنده‌های زهرآگین تیزی باشند که در صورت لزوم، آن‌ها را بیرون بیاورند.

## تعاریف
به‌طور کلی، تعاریف متعددی از جانوران زهرآگین ارائه شده‌است. بوچرل بیان می‌کند که جانوران زهرآگین باید حداقل یک غدهٔ زهر، سازوکاری برای دفع یا بیرون کشیدن زهر و دستگاهی برای ایجاد زخم، جهت ورود به بدن جانور دیگر داشته باشند.
مِبس می‌نویسد که جانوران زهرآگین، در گروهی از سلول‌ها یا غده‌ها، زهر تولید می‌کنند و ابزاری به‌نام دستگاه زهر دارند که زهر را با تزریق در حین گزش یا نیش زدن، منتقل می‌کند. دستگاه زهر در این تعریف شامل غده و دستگاه تزریق است که باید مستقیماً به‌هم متصل شوند.
فرای و همکاران در یافته‌اند که زهر، ترشحی است که در یک غدهٔ تخصص‌یافته در یک جانور، تولید می‌شود و از طریق ایجاد زخم، به بدن جانور هدف، وارد می‌شود. این ترشح باید حاوی مولکول‌هایی باشد که فرآیندهای فیزیولوژیکی طبیعی را مختل کنند تا تغذیه یا دفاع توسط جانور تولیدکننده، تسهیل شود. علاوه بر این، ترشحات تغذیه‌ای جانداران خون‌خوار (مثلاً خفاش‌های خون‌آشام) ممکن است به‌عنوان یک زیرگروه ویژه و تخصص‌یافته از زهر در نظر گرفته شود.

## تاریخ تکاملی و دیرینه‌شناسی

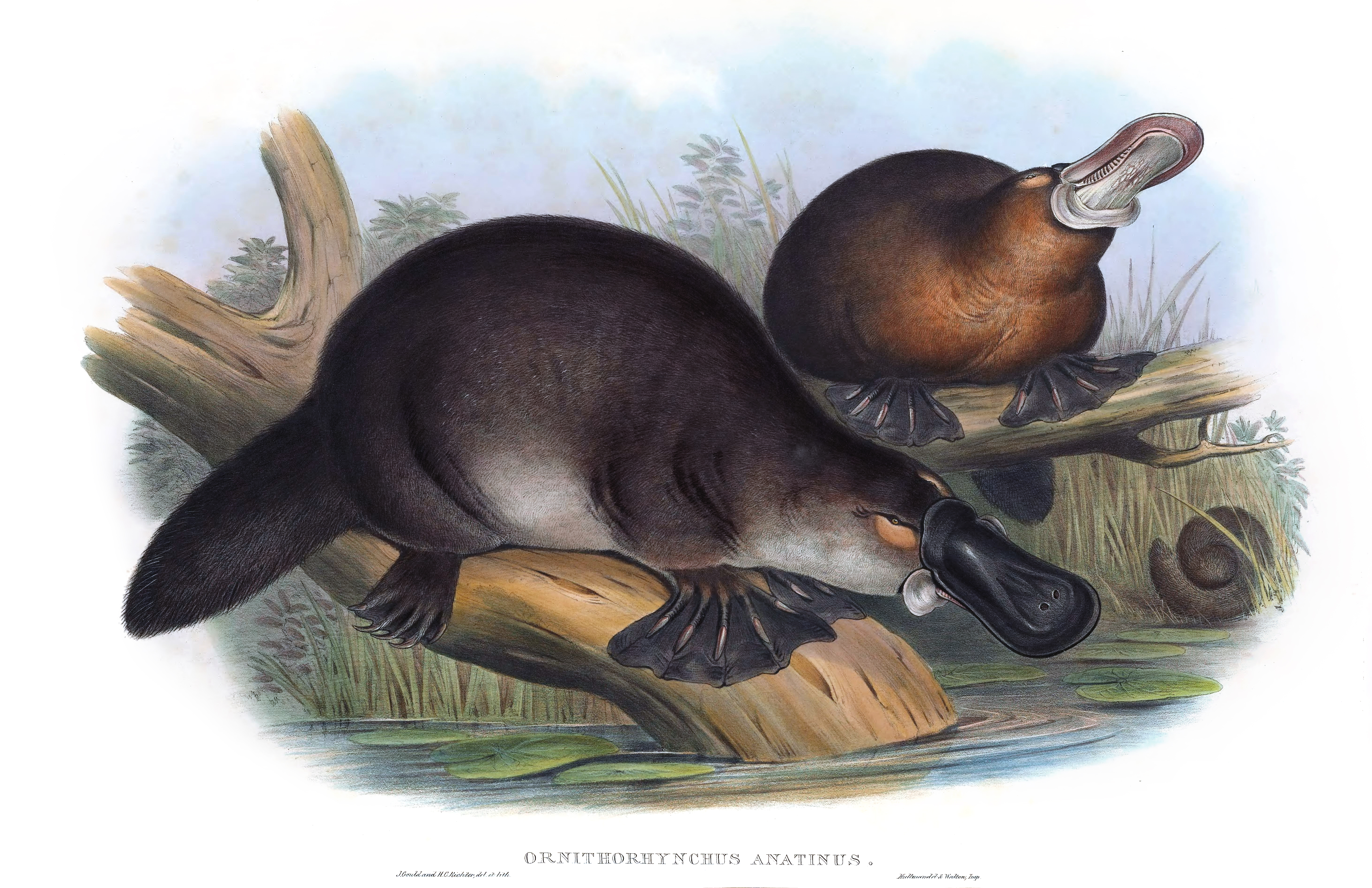
نوک‌اردکی

پستانداران زهرآگین ممکن است در گذشته، رایج‌تر بوده باشند. اکثر پستانداران غیرددان دارای خارهای تارسال شبیه به نوک‌اردکی هستند، که نشان می‌دهد این ویژگی بسیار گسترده بوده‌است و گوبی‌قیف‌دندانان و ژانگئودد از نمونه‌های واضح‌تر هستند. عدم وجود خارهای زهرآگین در سگ‌دندان‌های غیرپستاندارسان نشان می‌دهد که زهر، یک جداریختی پستانداران باستانی و ویژگی اجدادی بوده‌است.
دندان‌های نیش با قدمت ۶۰ میلیون سال از دو گونهٔ منقرض‌شده مانند Bisonalveus browni و یک پستاندار ناشناس دیگر، شیارهایی را نشان می‌دهند که برخی دیرینه‌شناسان معتقدند نشان‌دهندهٔ نیش سمی است. با این‌حال، دانشمندان دیگر با توجه به این‌که بسیاری از پستانداران زندهٔ غیرسمی نیز شیارهای عمیقی در طول دندان‌های نیش خود دارند (به‌عنوان مثال، کوآتی‌ها و خفاش‌های میوه‌خوار) که این نتیجه‌گیری را زیر سؤال برده‌اند.

## مثال‌ها

### Eulipotyphla
به استثنای خفاش‌های خون‌آشام، حشره‌خواران تنها پستانداران شناسایی‌شده‌ای هستند که بزاق سمی تولید می‌کنند. این گونه‌ها دارای غدد بزاقی زیر فکی هستند که به‌طور قابل‌توجهی بزرگ شده و در آن‌ها، بزاق سمی تولید می‌شود.
شکاف‌دندان کوبایی (Solenodon cubanus) و شکاف‌دندان هیسپانیولایی (Solenodon paradoxus)، هر دو، گزش‌هایی زهرآگین دارند. زهر از غدد بزاقی اصلاح‌شده از طریق شیارهایی در دومین دندان پیش تحتانی آن‌ها خارج می‌شود. مطالعات اخیر، شبکهٔ تنظیم‌کنندهٔ ژنی را که عامل توسعهٔ سیستم‌های انتقال زهر در این پستانداران کوچک است، شناسایی کرده‌است. به‌دلیل بیان بیش از حد کالیکرئین‌ها در بزاق آن‌ها، نیش شکاف‌دندان‌ها باعث اتساع عروق می‌شود و ممکن است منجر به شوک گردش خون شود. گزارش شده‌است که مرگ در میان شکاف‌دندان‌های هیسپانیولایی که با هم در یک محفظه نگهداری می‌شدند، مکرر بود، و تنها علت قابل‌مشاهده، آثار گازگرفتگی روی پاهای آن‌ها بود. چنین استفاده‌ای در رقابت، ممکن است جنبهٔ ثانویهٔ زهر در این حشره‌خوار باشد.

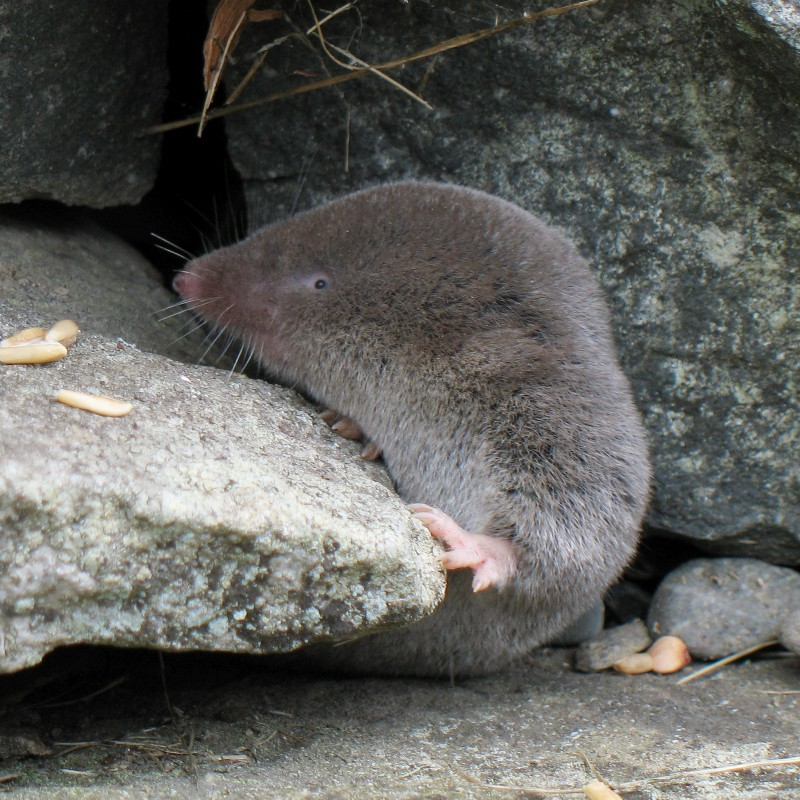
حشره‌خوار دم‌کوتاه شمالی، یکی از چندین حشره‌خوار سمی است.

حشره‌خوار دم‌کوتاه شمالی (Blarina brevicauda)، حشره‌خوار آبی مدیترانه (Neomys anomalus) و حشره‌خوار آبی اوراسیا (Neomys fodiens) قادر به گزش زهرآگین هستند. سایر حشره‌خوارهای دم‌کوتاه آمریکایی مانند حشره‌خوار دم‌کوتاه جنوبی (Blarina carolinensis)، حشره‌خوار دم‌کوتاه الیوت (Blarina hylophaga)، حشره‌خوار دم‌کوتاه اورگلیدز (Blarina peninsulae) و حشره‌خوار آبی قفقاز (Neomys teres) نیز احتمالاً زهر دارند.
موش کور اروپایی (Talpa europaea)، و احتمالاً گونه‌های دیگر موش کور، دارای سمومی در بزاق خود هستند که می‌توانند کرم‌های خاکی را فلج کنند و در نتیجه بتوانند که آن‌ها را برای مصرف در آینده، زنده اما بی‌حرکت نگه دارند.

### نوک‌اردکی نر

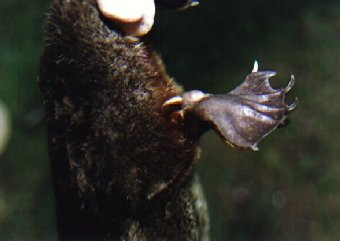
خار موجود در اندام عقبی نوک‌اردکی نر برای انتقال زهر استفاده می‌شود.

نوک‌اردکی‌های نر و ماده (Ornithorhyncus anatinus) با مهمیزهایی کراتینه‌شده روی اندام‌های عقبی خود، متولد می‌شوند اما ماده‌ها در طول رشد، آن‌ها را از دست می‌دهند. خارها به غدد زهری متصل هستند و در طول فصل جفت‌گیری، این غدد بسیار فعال می‌شوند و زهر تولید می‌کنند. مورچه‌خورک‌ها و تک‌سوراخ‌سانان دیگر، دارای مهمیز هستند اما دارای غدد زهری عملکردی نیستند. اگرچه زهر نوک‌اردکی، آن‌قدر قوی نیست که برای انسان کشنده باشد، اما با این وجود، به‌حدی آزاردهنده است که قربانیان ممکن است به‌طور موقت، ناتوان شوند. تا زمانی که شکار نوک‌اردکی‌ها برای استفاده از خَز آن‌ها رایج بود، آسیب‌های ناشی از زهر نوک‌اردکی در انسان‌ها نسبتاً رایج بود. امروزه اما هرگونه تماس نزدیک انسان، با این گونهٔ جانوری نادر است و محدود به زیست‌شناسان، نگهبانان باغ‌وحش و ماهیگیران است (که گاهی به‌صورت ناخواسته آن‌ها را در هنگام ماهیگیری با تور، می‌گیرند).
هنگامی که نوک‌اردکی‌ها حمله می‌کنند، پاهای عقب خود را با نیروی قابل‌توجهی به سوی هم فشار می‌دهند، به‌طوری که مهمیزها در بخشی از بدن جانور مقابل، فرورود و با تولید زهر، چند میلی‌لیتر از آن با ضربات مکرر به بدن جانور، تزریق می‌شود. مهمیزهای نوک‌اردکی، قدرت کافی و استحکام بالایی دارند.
اکثر شواهد کنونی، حاکی از این نظریه هستند که سیستم زهر توسط نرها به‌عنوان یک سلاح در هنگام رقابت برای ماده‌ها و شرکت در انتخاب جنسی استفاده می‌شود. در فصل جفت‌گیری، نرها پرخاشگرتر می‌شوند و با زخم‌ها و آسیب‌هایی در بدن خود، به‌ویژه در ناحیهٔ دُم، دیده می‌شوند. نوک‌اردکی‌های نر بالغ، عموماً خارج از فصل رقابت برای جفت‌گیری، از یکدیگر دوری می‌کنند.
زهر نوک‌اردکی‌ها احتمالاً از اجداد کهن خود باقی مانده‌است، و آخرین نمونهٔ زنده از چیزی است که زمانی یک ویژگی مشترک در بین پستانداران بود. این فرضیه وجود دارد که زمانی از مهمیزهای زهرآگین، برای دفاع در برابر شکارچیان استفاده می‌شد. پروتئین‌های مشتق‌شده از زهر نوک‌اردکی‌ها برای خواص ضد درد بالقوهٔ آن مورد مطالعه هستند.

### خفاش‌های خون‌آشام
تعریف زهر توسط فرای و همکاران، ترشحات تغذیه‌ای مرتبط با خون‌خواری را به‌عنوان یک زیرگروه خاص از زهر در نظر می‌گیرد. در این زمینه، زیرخانوادهٔ خفاش‌های خون‌آشام، شامل پستاندارانی زهرآگین از راستهٔ خفاش است. این گروه، شامل شناخته‌شده‌ترین خفاش سمی، خفاش خون‌آشام معمولی (Desmodus rotundus) و دو گونهٔ نادر دیگر، خفاش خون‌آشام پا مودار (Diphylla ecaudata) و خفاش خون‌آشام بال‌سفید (Diaemus youngi) است. این خفاش‌ها بزاقی زهرآگین با خواص ضدانعقادی تولید می‌کنند و دارای یک‌سری سازگاری‌های آناتومیکی و فیزیولوژیکی هستند تا فقط با خون تغذیه شوند. اکثر طعمه‌های آن‌ها در اثر حمله یا تماس با زهر، از بین نمی‌روند.

### نخستی‌ها
چشم‌گردهای تنبل (از سردهٔ Nycticebus) به‌عنوان تنها نخستی‌سان زهرآگین شناخته‌شده، پذیرفته شده‌اند. زهر آن‌ها برای قرن‌ها در فرهنگ عامه در کشورهای میزبان آن‌ها در سراسر جنوب شرق آسیا شناخته‌شده بود. ۹ گونهٔ شناخته‌شده از این نخستی‌سانان کوچک‌جثهٔ شب‌زی وجود دارد. آن‌ها دارای یک زهر مرکب دوگانه متشکل از بزاق و ترشح مایعی بدبو از غده عرق آپوکرین روی ساعد این جانوران، تشکیل می‌شود. ثابت شده‌است که هر دو مایع به‌صورت جداگانه زهرآگین هستند و در صورت مخلوط شدن، زهر قوی‌تری ایجاد می‌کنند. نشان داده شده‌است که ترشح غدهٔ براکیال چشم‌گردهای تنبل، (به‌نام BGE) دارای ۱۴۲ جزء فرار است و دارای نوعی پروتئین آلرژن گربه موسوم به Fel-D1 است. BGE دارای چندین عملکرد اکولوژیکی از جمله دفاع ضد انگلی و نقش ارتباطی است. در پژوهش‌های آزمایشگاهی، نشان داده شده‌است که بزاق چشم‌گردهای تنبل، به‌تنهایی و بدون حضور BGE برای سلول‌های پوست انسان، سیتوتوکسیک است.
این زهر، در رقابت‌های درون‌گونه‌ای این پستانداران، مورد استفاده است و به موجب آن، دو چشم‌گرد برای جفت‌یابی، غذا یا قلمرو با هم می‌جنگند. این‌گونه زخم‌های ایجادشده، عامل اصلی مرگ زودرس در جمعیت‌های این جانور، در باغ‌وحش و در حیات وحش است. این زخم‌ها اغلب منجر به ایجاد زخم‌های چرکین و نکروزه می‌شوند. مسمومیت با زهر این جانور، در انسان نادر است اما می‌تواند منجر به شوک‌های آنافیلاکتیک تقریباًکشنده شود. مجموعه‌ای از اثرات این زهر، از جمله تغییرشکل خفیف تا دائمی بافت‌ها و از دست دادن تحرک، ثبت شده‌است.

## پستانداران زهرآگین احتمالی

### Eulipotyphla
جوجه‌تیغی‌ها (Erinaceinae) بر روی تیغ‌های خود، طیف وسیعی از مواد زهرآگین و تحریک‌کننده را می‌مالند. آن‌ها گاهی وزغ‌ها را می‌کشند، غدد زهری آن‌ها را گاز می‌گیرند و ترکیبات زهرآگین را روی تیغ‌های خود می‌مالند.
تیغ‌پشت‌ها که از نظر ظاهری شبیه به جوجه‌تیغی هستند، اما از تبار فرگشتی متفاوتی هستند نیز ممکن است چنین رفتاری را از خود، بروز دهند.

### جوندگان

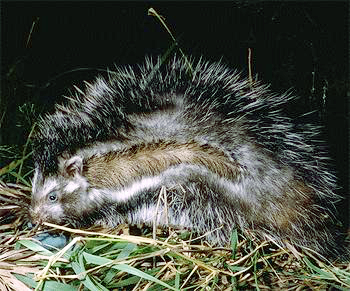
موش کاکل‌دار آفریقایی زهر را روی موهای پهلوی خود می‌مالد.

موش کاکل‌دار آفریقایی (Lophiomys imhausi) دارای یک کاکل یا یال از موهای نواری سیاه و سفید درشت است که از بالای سر حیوان تا کمی فراتر از پایهٔ دُم، کشیده شده‌است. این یال با یک نوار پهن و با حاشیه‌ای سفید از کرک‌ها، ناحیهٔ ویژه‌ای از پوست را می‌پوشاند. هنگامی که حیوان در معرض تهدید یا هیجان قرار می‌گیرد، کاکل، بلند شده و آن ناحیه آشکار می‌شود. موهای این ناحیهٔ پهلو، بسیار تخصص‌یافته هستند. نوک این موها مانند موهای معمولی هستند، اما در مجموع، اسفنجی، فیبری و جاذب هستند. این جونده، به‌طور عمدی، ریشه و پوست درخت پیکان سمی (Acokanthera schimperi) را می‌جود. این گیاه، دارای زهری بسیار قوی به‌نام ouabain است که انسان‌ها در گذشته برای ساخت تیرهای آغشته به زهر برای شکار فیل، از آن استفاده می‌کردند.
پس از این‌که این موش، درخت را جوید، عمداً مخلوط حاصل را روی موهای مخصوص پهلوی خود می‌ریزد که به‌سرعت مخلوط زهر را جذب کرده و مانند فیتیلهٔ یک لامپ، عمل می‌کنند. در نتیجه، این جانور، یک مکانیسم دفاعی ایجاد می‌کند که می‌تواند با استفاده این روش، شکارچیانی را که سعی در شکار یا گاز گرفتن آن را دارند، بیمار یا حتی بکشد.

## دفاع شیمیایی
راسوها می‌توانند مایعی آزاردهنده و بدبو را از غدد نزدیک مقعد خود خارج کنند. این مایع، نه تنها بوی بدی دارد، بلکه می‌تواند باعث تحریک پوست و در صورت ورود به چشم، باعث کوری موقت شود. برخی از اعضای خانوادهٔ راسویان مانند (قاقم دورنگ راه‌راه) نیز تا حدی این قابلیت را دارند. پولک‌پوست‌ها نیز می‌توانند یک مایع بدبوی مضر از غدد نزدیک مقعد منتشر کنند. آرمادیلوی بینی‌دراز بزرگ می‌تواند بویی نامطبوع و آزاردهنده را در صورت تهدید، منتشر و آزاد کند.